# Garage Olimpo
A Garage Olimpo egy 1999-ben bemutatott, spanyol nyelvű, olasz és francia közreműködéssel készült argentin történelmi filmdráma. Az 1970-es és 1980-as években tartó katonai diktatúra, az úgynevezett piszkos háború idején játszódó film bemutatja, hogyan kínozták meg a rendszer ellenségeinek vélt embereket egy titkos földalatti helyszínen, az Olimpo nevű garázsban.

## Cselekmény
|  | Alább a cselekmény részletei következnek! |

Az események az 1970-es évek végén vagy az 1980-as évek elején zajlanak Buenos Airesben. Argentínában katonai diktatúra uralkodik, a rendszer ellenségeinek, felforgatóknak tartott embereket pedig módszeresen gyűjtik be, kínozzák, vallatják és tüntetik el a hadsereg erre specializálódott emberei.
María egy tizennyolc éves lány, aki szabadidejében a szegénynegyedekben élő, írni-olvasni nem tudó felnőtteket tanítja. Anyjával él együtt, aki szobákat ad ki bérlőknek: az egyik ilyen bérlő Félix, aki szerelmes a lányba. Egy nap váratlanul civil ruhás katonák jelennek meg a házban, és mindenféle magyarázat nélkül magukkal viszik Maríát, méghozzá az Olimpo nevű külvárosi garázsba, amely alatt titkos földalatti létesítmények húzódnak: ide gyűjtik be az ellenségesnek vélt személyeket, akiktől kínvallatással igyekeznek megtudni információkat arról, hogy kikkel működtek együtt rendszerellenes tevékenységük során. A film nagy része María és más foglyok szenvedéseit mutatja be, csakhogy María kivételes helyzetben van: kiderül ugyanis, hogy bérlőjük, Félix nem más, mint a kínzásokat végző csapat egyik tagja, aki nem tudja legyőzni magában a szerelmet, így titokban kisebb szívességeket tesz a lánynak. A foglyok folyamatosan cserélődnek a bázison, mivel akiből már nem tudnak újabb információkat kiszedni, azokat ismeretlen helyre elszállítják, de María sokáig itt marad. Egy napon esélyt lát a menekülésre: nyitva hagyják ugyanis a garázs utcai ajtaját, így a lány kifut rajta, ám az utcán elkapják és visszaviszik. Hamarosan ő is azok közé kerül, akiket elszállítanak: ekkor, a film végén derül ki, hogy mi történt ezekkel az elszállított emberekkel, így köztük Maríával is: egy katonai repülőgép az óceán fölé viszi őket, és élve bedobják őket a vízbe. A film végén megjelenő felirat szerint ilyen esetek a valóságban is megtörténtek: több ezer emberrel végeztek így az évek alatt.
|  | Itt a vége a cselekmény részletezésének! |

## Szereplők
- Antonella Costa ... María
- Carlos Echevarría ... Félix
- Enrique Piñeyro ... Tigre
- Pablo Razuk ... Texas
- Chiara Caselli ... Ana
- Dominique Sanda ... Diane, María anyja
- Paola Bechis ... Gloria
- Adrián Fondari ... Rubio
- Marcelo Chaparro ... Turco
- Miguel Oliveira ... Nene
- Ruy Krieger ... Francisco
- Marcos Montes ... Víbora
- Erica Rivas ... Tigre lánya
- Gonzalo Urtizberéa ... káplán

## Díjak és jelölések
| 2000 | Arany Csapó díj                                             | Legjobb szerkesztés                 | Jacopo Quadri              | Elnyerte |
| 2000 | Arany Csapó díj                                             | Legjobb forgatókönyv                | Marco Bechis, Lara Fremder | Jelölés  |
| 2000 | Az Argentin Filmkritikusok szövetségének díja, Ezüst Kondor | Legjobb rendező                     | Marco Bechis               | Elnyerte |
| 2000 | Az Argentin Filmkritikusok szövetségének díja, Ezüst Kondor | Legjobb szerkesztés                 | Jacopo Quadri              | Elnyerte |
| 2000 | Az Argentin Filmkritikusok szövetségének díja, Ezüst Kondor | Legjobb film                        |                            | Jelölés  |
| 2000 | Az Argentin Filmkritikusok szövetségének díja, Ezüst Kondor | Legjobb színésznő                   | Antonella Costa            | Jelölés  |
| 2000 | Az Argentin Filmkritikusok szövetségének díja, Ezüst Kondor | Legjobb új színésznő                | Antonella Costa            | Jelölés  |
| 2000 | Az Argentin Filmkritikusok szövetségének díja, Ezüst Kondor | Legjobb eredeti forgatókönyv        | Marco Bechis, Lara Fremder | Jelölés  |
| 2000 | Az Argentin Filmkritikusok szövetségének díja, Ezüst Kondor | Legjobb operatőr                    | Ramiro Civita              | Jelölés  |
| 2000 | Az Argentin Filmkritikusok szövetségének díja, Ezüst Kondor | Legjobb művészeti rendezés          | Rómulo Abad                | Jelölés  |
| 2001 | Ariel-díj (Mexikó)                                          | Legjobb latin-amerikai film         |                            | Jelölés  |
| 1999 | Cannes-i filmfesztivál                                      | Un Certain Regard                   |                            | Jelölés  |
| 2000 | Cartagenai filmfesztivál                                    | Legjobb film                        |                            | Elnyerte |
| 1999 | Clarín-díjak                                                | Clarín-díj                          |                            | Elnyerte |
| 2000 | David di Donatello-díj                                      | Legjobb producer                    | Amadeo Pagani              | Elnyerte |
| 2000 | David di Donatello-díj                                      | Legjobb film                        |                            | Jelölés  |
| 2000 | David di Donatello-díj                                      | Legjobb rendező                     | Marco Bechis               | Jelölés  |
| 2000 | David di Donatello-díj                                      | Legjobb forgatókönyv                | Marco Bechis, Lara Fremder | Jelölés  |
| 2000 | David di Donatello-díj                                      | Legjobb szerkesztés                 | Jacopo Quadri              | Jelölés  |
| 1999 | Havannai Filmfesztivál                                      | Kubai kritikusok díja               |                            | Elnyerte |
| 1999 | Havannai Filmfesztivál                                      | Glauber Rocha-díj                   |                            | Elnyerte |
| 1999 | Havannai Filmfesztivál                                      | Nagy Korall-díj                     |                            | Elnyerte |
| 1999 | Havannai Filmfesztivál                                      | Martin Luther King Emlékközpont-díj |                            | Elnyerte |
| 1999 | Havannai Filmfesztivál                                      | Emlékezetdokumentációs díj          |                            | Elnyerte |
| 1999 | Havannai Filmfesztivál                                      | OCIC-díj                            |                            | Elnyerte |
| 1999 | Huelvai Latin-Amerikai Filmek Fesztiválja                   | Arany Kolumbusz                     |                            | Elnyerte |
| 2000 | Lleidai Latin-Amerikai Filmek Fesztiválja                   | Legjobb forgatókönyv                | Marco Bechis, Lara Fremder | Elnyerte |
| 2000 | Lucas nemzetközi filmfesztivál                              | CIFEJ-díj, külön említés            |                            | Elnyerte |
| 2000 | Lucas nemzetközi filmfesztivál                              | Lucas-díj                           |                            | Elnyerte |
| 2000 | Olasz Arany Glóbusz                                         | Legjobb film                        |                            | Elnyerte |
| 2000 | Olasz Arany Glóbusz                                         | Legjobb forgatókönyv                | Marco Bechis               | Elnyerte |
| 2000 | Olasz Arany Glóbusz                                         | Legjobb új színésznő                | Antonella Costa            | Elnyerte |
| 2000 | Olasz Arany Glóbusz                                         | Legjobb színésznő                   | Antonella Costa            | Jelölés  |
| 2000 | Olasz Filmes Újságírók Nemzeti Testületének díja            | Legjobb rendező                     | Marco Bechis               | Jelölés  |
| 2000 | Olasz Filmes Újságírók Nemzeti Testületének díja            | Legjobb producer                    | Amadeo Pagani              | Jelölés  |
| 2000 | Olasz Filmes Újságírók Nemzeti Testületének díja            | Legjobb eredeti történet            | Marco Bechis, Lara Fremder | Jelölés  |
| 2000 | Olasz Filmes Újságírók Nemzeti Testületének díja            | Legjobb szerkesztés                 | Jacopo Quadri              | Jelölés  |
| 2000 | Santa Barbara-i nemzetközi filmfesztivál                    | Főnix-díj                           |                            | Elnyerte |
| 2000 | Sergio Amidei-díj                                           | Sergio Amidei-díj                   |                            | Elnyerte |
| 1999 | Szaloniki filmfesztivál                                     | FIPRESCI-díj                        |                            | Elnyerte |
| 1999 | Szaloniki filmfesztivál                                     | Ezüst Alexandrosz                   |                            | Elnyerte |
| 1999 | Szaloniki filmfesztivál                                     | Arany Alexandrosz                   |                            | Jelölés  |
| 2000 | Török Filmkritikusok Egyesületének díja                     | SIYAD-díj                           |                            | Jelölés  |